# Oh Mother
"Oh Mother" är en låt av Christina Aguilera. Låten utgör den fjärde singeln från albumet Back to Basics och utgavs den 23 november 2007.
Låten handlar om Aguileras mor som blev fysiskt och psykiskt misshandlad av sin make.